# La forteresse
La forteresse è un documentario del 2008 diretto da Fernand Melgar.